# Liste der Baudenkmäler in Duisburg-Hamborn
Die Liste der Baudenkmäler in Duisburg-Hamborn enthält die denkmalgeschützten Bauwerke auf dem Gebiet des Stadtbezirks Duisburg-Hamborn in Nordrhein-Westfalen (Stand: 1. Januar 2025). Diese Baudenkmäler sind in der Denkmalliste der Stadt Duisburg eingetragen; Grundlage für die Aufnahme ist das Denkmalschutzgesetz Nordrhein-Westfalen (DSchG NRW).

## Liste der Baudenkmäler in Duisburg-Hamborn
| Bild | Bezeichnung                                                           | Lage                                                                   | Beschreibung | Bauzeit                | Eingetragen seit   | Denkmal- nummer |
| --- | --------------------------------------------------------------------- | ---------------------------------------------------------------------- | --- | ---------------------- | ------------------ | --------------- |
| Ehemaliges Lichtspielhaus                                                                                     | Ehemaliges Lichtspielhaus                                             | Alt-Hamborn Alleestraße 36 Emscherstraße 204 Karte                     | | 1898–1900 1926–1927    | 28. März 2013      | 646             |
| weitere Bilder                                                                                                | Prämonstratenser-Abtei Hamborn                                        | Alt-Hamborn An der Abtei 2, 4, 6, 8 Karte                              | umfasst die Abteikirche St. Johann, eine dreischiffige Hallenkirche von 1664–1666 mit zweigeschossigem Westturm und gotischem Chorhaus, mit Klostergebäuden und romanischem Kreuzgang | um 900                 | 3. April 1985      | 75              |
| weitere Bilder                                                                                                | St.-Johannes-Hospital                                                 | Alt-Hamborn An der Abtei 7, 9, 11 Karte                                | ab 1873 Krankenhaus für die gegenüber liegende Abtei; Erweiterungsbauten um 1900; großer südlicher Erweiterungsbau in der Form eines Korbbogens 1929 fertiggestellt | um 1900 / 1926–1929    | 14. September 2010 | 613             |
| weitere Bilder                                                                                                | Polizeidienstgebäude Duisburg-Hamborn                                 | Obermarxloh August-Thyssen-Straße 39 Karte                             | fünfgeschossiger Bau mit L-förmigen Grundriss | 1927–1928              | 10. Februar 1988   | 135             |
| weitere Bilder                                                                                                | Schulgebäude                                                          | Obermarxloh August-Thyssen-Straße 43, 45 Karte                         | Denkmalensemble bestehend aus zwei nahe beieinander liegenden Schulgebäuden: das älteste Bauwerk ist das Robert-Bosch-Berufskolleg, 1927–1929 errichtet, mit Zierrat und Skulpturen des Düsseldorfer Bildhauers Neumann; südlich liegt die von 1928 bis 1934 erbaute August-Thyssen-Realschule (⊙). Beide wurden im einheitlichen Stil mit Fassaden, die mit Oeynhauser Klinker verblendet und in die Werkstein aus Kirchheimer Muschelkalk dezent eingearbeitet wurde, angelegt. | 1927–1934              | 8. März 1985       | 19              |
| weitere Bilder                                                                                                | Pumpwerk Schmidthorst mit Wohnhaus                                    | Obermarxloh August-Thyssen-Straße 65 Karte                             | Im Stil der Neuen Sachlichkeit aus Backstein mit Betonrahmen errichtetes Pumpwerk der Emschergenossenschaft inklusive des mit ihm verbundenes, zweigeschossiges Wohnhaus | 1929                   | 13. März 1985      | 27              |
| Wohnhaus | Wohnhaus                                                              | Marxloh Bayernstraße 52 Karte                                          | Späthistoristische Villa am Jubiläumshain (Teil einer Dreierzeile) | 1923                   | 13. Juni 2016      | 694             |
| Wohnhaus | Wohnhaus                                                              | Marxloh Bayernstraße 54 Karte                                          | Späthistoristische Villa am Jubiläumshain (Teil einer Dreierzeile) | 1912                   | 13. Juni 2016      | 695             |
| Wohnhaus | Wohnhaus                                                              | Marxloh Bayernstraße 56 Karte                                          | Späthistoristische Villa am Jubiläumshain (Teil einer Dreierzeile) | 1912                   | 13. Juni 2016      | 696             |
| weitere Bilder                                                                                                | Wohngebäude                                                           | Marxloh Bayernstraße 58 Karte                                          | Putzsichtige Villa am Jubiläumshain (Hälfte einer Doppelhausvilla) | 1907                   | 22. April 2013     | 647             |
| Wohngebäude                                                                                                   | Wohngebäude                                                           | Marxloh Bayernstraße 60 Karte                                          | Putzsichtige Villa am Jubiläumshain (Hälfte einer Doppelhausvilla) | 1907                   | 13. Juni 2016      | 697             |
| Wohngebäude                                                                                                   | Wohngebäude                                                           | Marxloh Bayernstraße 66 Karte                                          | Späthistoristische Villa am Jubiläumshain (Teil einer Doppelhaus-Anlage) | 1912                   | 1. April 2016      | 684             |
| Wohngebäude                                                                                                   | Wohngebäude                                                           | Marxloh Bayernstraße 68 Karte                                          | Späthistoristische Villa am Jubiläumshain (Teil einer Doppelhaus-Anlage) | 1906                   | 1. April 2016      | 685             |
| Wohngebäude                                                                                                   | Wohngebäude                                                           | Marxloh Bayernstraße 68a Karte                                         | späthistoristisch-expressionistische Villa am Jubiläumshain (Endhaus einer Viererzeile) – Wohnhaus Schnaare | 1925                   | 1. April 2016      | 686             |
| BW | Wohngebäude                                                           | Marxloh Bayernstraße 70 Karte                                          | Späthistoristische Villa am Jubiläumshain (Teil einer Viererzeile) | 1924                   | 4. April 2016      | 687             |
| BW | Wohngebäude                                                           | Marxloh Bayernstraße 70a Karte                                         | Späthistoristische Villa am Jubiläumshain (Teil einer Viererzeile) | 1924                   | 4. April 2016      | 689             |
| Wohngebäude                                                                                                   | Wohngebäude                                                           | Marxloh Bayernstraße 72 Karte                                          | Späthistoristische Villa am Jubiläumshain (Teil einer Viererzeile) | 1915                   | 4. April 2016      | 690             |
| weitere Bilder                                                                                                | Wohnhaus                                                              | Alt-Hamborn Beecker Straße 190 Karte                                   | Zweigeschossiges Mehrfamilienhaus aus der Zeit des Historismus während der Industrialisierung | 1904                   | 20. September 1990 | 171             |
| weitere Bilder                                                                                                | Siedlung Bergmannsplatz                                               | Neumühl Bergmannsplatz u. a. Adressen siehe rechts Karte               | Wohngebäude der ehemaligen Zechenhaussiedlung „Bergmannsplatz“: zugehörige Adressen Bergmannsplatz 1 Bergmannsplatz 10 Bergmannsplatz 10a Bergmannsplatz 11 Bergmannsplatz 11a Bergmannsplatz 12 Bergmannsplatz 13 Bergmannsplatz 13a Bergmannsplatz 14 Bergmannsplatz 14a Bergmannsplatz 15 Bergmannsplatz 15a Bergmannsplatz 16 Bergmannsplatz 17 Bergmannsplatz 18 Bergmannsplatz 19 Bergmannsplatz 2 Bergmannsplatz 20 Bergmannsplatz 21 Bergmannsplatz 21a Bergmannsplatz 22 Bergmannsplatz 22a Bergmannsplatz 23 Bergmannsplatz 23a Bergmannsplatz 24 Bergmannsplatz 24a Bergmannsplatz 25 Bergmannsplatz 26 Bergmannsplatz 27 Bergmannsplatz 27a Bergmannsplatz 3 Bergmannsplatz 3a Bergmannsplatz 4 Bergmannsplatz 4a Bergmannsplatz 5 Bergmannsplatz 5a Bergmannsplatz 7 Bergmannsplatz 7a Bergmannsplatz 8 Bergmannsplatz 9 Borussiastraße 10 Borussiastraße 10a Borussiastraße 12 Borussiastraße 12a Borussiastraße 14 Borussiastraße 14a Borussiastraße 16 Borussiastraße 16a Borussiastraße 17 Borussiastraße 18 Borussiastraße 18a Borussiastraße 19 Borussiastraße 20 Borussiastraße 20a Borussiastraße 21 Borussiastraße 22 Borussiastraße 22a Borussiastraße 23 Borussiastraße 23a Borussiastraße 26 Borussiastraße 26a Borussiastraße 27 Borussiastraße 27a Borussiastraße 28 Borussiastraße 28a Borussiastraße 29 Borussiastraße 29a Borussiastraße 30 Borussiastraße 30a Borussiastraße 31 Borussiastraße 31a Borussiastraße 32 Borussiastraße 32a Borussiastraße 33 Borussiastraße 33a Borussiastraße 34 Borussiastraße 34a Borussiastraße 35 Borussiastraße 35a Borussiastraße 36 Borussiastraße 36a Borussiastraße 37 Borussiastraße 37a Borussiastraße 38 Borussiastraße 38a Borussiastraße 39 Borussiastraße 39a Borussiastraße 40 Borussiastraße 40a Borussiastraße 42 Borussiastraße 42a Borussiastraße 43 Borussiastraße 43a Borussiastraße 44 Borussiastraße 44a Borussiastraße 45 Borussiastraße 45a Borussiastraße 46 Borussiastraße 46a Borussiastraße 47 Borussiastraße 47a Borussiastraße 48 Borussiastraße 48a Borussiastraße 49 Borussiastraße 49a Borussiastraße 50 Borussiastraße 50a Borussiastraße 51 Borussiastraße 51a Borussiastraße 52 Borussiastraße 52a Borussiastraße 53 Borussiastraße 53a Borussiastraße 54 Borussiastraße 54a Borussiastraße 55 Borussiastraße 55a Borussiastraße 56 Borussiastraße 56a Borussiastraße 57 Borussiastraße 57a Borussiastraße 58 Borussiastraße 58a Borussiastraße 59 Borussiastraße 59a Borussiastraße 60 Borussiastraße 60a Borussiastraße 61a Borussiastraße 62 Borussiastraße 62a Borussiastraße 64 Borussiastraße 64a Borussiastraße 66 Borussiastraße 66a Borussiastraße 68 Borussiastraße 68a Borussiastraße 70 Borussiastraße 70a Borussiastraße 72 Borussiastraße 72a Borussiastraße 74 Borussiastraße 74a Borussiastraße 76 Borussiastraße 76a Borussiastraße 78 Borussiastraße 78a Dahlbuschstraße 1 Dahlbuschstraße 2 Dahlbuschstraße 3 Dahlbuschstraße 3a Dahlbuschstraße 4 Dahlbuschstraße 4a Dahlbuschstraße 5 Dahlbuschstraße 5a Dahlbuschstraße 6 Dahlbuschstraße 6a Dahlbuschstraße 7 Dahlbuschstraße 7a Dahlbuschstraße 8 Dahlbuschstraße 8a Freiburger Straße 1 Freiburger Straße 11 Freiburger Straße 11a Freiburger Straße 13 Freiburger Straße 15 Freiburger Straße 17 Freiburger Straße 17a Freiburger Straße 19 Freiburger Straße 19a Freiburger Straße 1a Freiburger Straße 21 Freiburger Straße 21a Freiburger Straße 23 Freiburger Straße 23a Freiburger Straße 27 Freiburger Straße 29 Freiburger Straße 29a Freiburger Straße 3 Freiburger Straße 31 Freiburger Straße 31a Freiburger Straße 33 Freiburger Straße 35 Freiburger Straße 37 Freiburger Straße 37a Freiburger Straße 39 Freiburger Straße 39a Freiburger Straße 3a Freiburger Straße 41 Freiburger Straße 41a Freiburger Straße 43 Freiburger Straße 43a Freiburger Straße 45 Freiburger Straße 45a Freiburger Straße 47 Freiburger Straße 47a Freiburger Straße 49 Freiburger Straße 49a Freiburger Straße 5 Freiburger Straße 5a Freiburger Straße 7 Freiburger Straße 7a Freiburger Straße 9 Freiburger Straße 9a Germaniastraße 14 Germaniastraße 14a Germaniastraße 16 Germaniastraße 16a Germaniastraße 18 Germaniastraße 18a Germaniastraße 20 Germaniastraße 20a Germaniastraße 22 Germaniastraße 22a Germaniastraße 24 Germaniastraße 24a Germaniastraße 28 Germaniastraße 28a Germaniastraße 30 Germaniastraße 30a Germaniastraße 32 Germaniastraße 34 Germaniastraße 36 Germaniastraße 37 Germaniastraße 38 Germaniastraße 38a Germaniastraße 40 Germaniastraße 40a Germaniastraße 41 Germaniastraße 41a Germaniastraße 42 Germaniastraße 43 Germaniastraße 43a Germaniastraße 44 Germaniastraße 44a Germaniastraße 45 Germaniastraße 45a Germaniastraße 46 Germaniastraße 46a Germaniastraße 47 Germaniastraße 47a Germaniastraße 49 Germaniastraße 49a Germaniastraße 50 Germaniastraße 50a Germaniastraße 51 Germaniastraße 51a Germaniastraße 52 Germaniastraße 52a Germaniastraße 53 Germaniastraße 53a Germaniastraße 54 Germaniastraße 54a Germaniastraße 55 Germaniastraße 55a Germaniastraße 57 Germaniastraße 57a Germaniastraße 59 Germaniastraße 59a Germaniastraße 61 Germaniastraße 61a Hannibalstraße 1 Hannibalstraße 11 Hannibalstraße 11a Hannibalstraße 2 Hannibalstraße 3 Hannibalstraße 3a Hannibalstraße 5 Hannibalstraße 5a Hannibalstraße 6 Hannibalstraße 6a Hannibalstraße 7 Hannibalstraße 7a Hannibalstraße 8 Hannibalstraße 8a Hannibalstraße 9 Hannibalstraße 9a Herkulesstraße 1 Herkulesstraße 10 Herkulesstraße 11 Herkulesstraße 2 Herkulesstraße 5 Herkulesstraße 5a Herkulesstraße 6 Herkulesstraße 6a Herkulesstraße 7 Herkulesstraße 7a Herkulesstraße 8 Herkulesstraße 8a Herkulesstraße 9 Hiberniastraße 1 Hiberniastraße 10 Hiberniastraße 10a Hiberniastraße 11 Hiberniastraße 11a Hiberniastraße 12 Hiberniastraße 12a Hiberniastraße 13 Hiberniastraße 13a Hiberniastraße 15 Hiberniastraße 15a Hiberniastraße 17 Hiberniastraße 17a Hiberniastraße 3 Hiberniastraße 4 Hiberniastraße 4a Hiberniastraße 5 Hiberniastraße 5a Hiberniastraße 7 Hiberniastraße 7a Hiberniastraße 8 Hiberniastraße 8a Hiberniastraße 9 Hiberniastraße 9a Holtener Straße 234 Holtener Straße 236 Holtener Straße 238 Holtener Straße 240 Holtener Straße 242 Holtener Straße 244 Holtener Straße 246 Holtener Straße 248 Holtener Straße 254 Holtener Straße 256 Holtener Straße 264 Holtener Straße 264a Holtener Straße 266 Holtener Straße 266a Holtener Straße 268 Holtener Straße 270 Holtener Straße 272 Holtener Straße 272a Holtener Straße 274 Holtener Straße 274a Holtener Straße 276 Holtener Straße 276a Holtener Straße 278 Holtener Straße 280 Holtener Straße 282 Holtener Straße 282a Holtener Straße 284 Holtener Straße 286 Holtener Straße 288 Holtener Straße 288a Holtener Straße 290 Holtener Straße 290a Holtener Straße 292 Holtener Straße 292a Obere Sterkrader Straße 16 Obere Sterkrader Straße 18 Obere Sterkrader Straße 22 Obere Sterkrader Straße 24 Obere Sterkrader Straße 26 Obere Sterkrader Straße 28 Obere Sterkrader Straße 30 Obere Sterkrader Straße 32 Obere Sterkrader Straße 34 Obere Sterkrader Straße 36 Obere Sterkrader Straße 38 Obere Sterkrader Straße 40 Obere Sterkrader Straße 42 Obere Sterkrader Straße 44 Obere Sterkrader Straße 46 Obere Sterkrader Straße 48 Obere Sterkrader Straße 50 Obere Sterkrader Straße 52 Obere Sterkrader Straße 54 Obere Sterkrader Straße 56 Obere Sterkrader Straße 58 Obere Sterkrader Straße 60 Obere Sterkrader Straße 62 Plutostraße 1 Plutostraße 16 Plutostraße 17 Plutostraße 17a Plutostraße 1a Plutostraße 1b Plutostraße 2 Plutostraße 2a Plutostraße 4 Plutostraße 4a Plutostraße 6 Plutostraße 6a Prinz-Regent-Straße 27 Prinz-Regent-Straße 27a Prinz-Regent-Straße 29 Prinz-Regent-Straße 29a Prinz-Regent-Straße 31 Prinz-Regent-Straße 33 Prinz-Regent-Straße 35 Prinz-Regent-Straße 35a Prinz-Regent-Straße 37 Prinz-Regent-Straße 37a Prinz-Regent-Straße 39 Prinz-Regent-Straße 39a Prinz-Regent-Straße 41 Prinz-Regent-Straße 41a Prinz-Regent-Straße 42 Prinz-Regent-Straße 43 Prinz-Regent-Straße 43a Prinz-Regent-Straße 44 Prinz-Regent-Straße 45 Prinz-Regent-Straße 45a Prinz-Regent-Straße 46 Prinz-Regent-Straße 46a Prinz-Regent-Straße 47 Prinz-Regent-Straße 47a Prinz-Regent-Straße 48 Prinz-Regent-Straße 48a Prinz-Regent-Straße 49 Prinz-Regent-Straße 50 Prinz-Regent-Straße 50a Prinz-Regent-Straße 51 Prinz-Regent-Straße 52 Prinz-Regent-Straße 52a Prinz-Regent-Straße 53 Prinz-Regent-Straße 53a Prinz-Regent-Straße 54 Prinz-Regent-Straße 54a Prinz-Regent-Straße 55 Prinz-Regent-Straße 55a Prinz-Regent-Straße 56 Prinz-Regent-Straße 56a Prinz-Regent-Straße 58 Prinz-Regent-Straße 60 Prosperstraße 1 Prosperstraße 10 Prosperstraße 10a Prosperstraße 11 Prosperstraße 11a Prosperstraße 12 Prosperstraße 13 Prosperstraße 13a Prosperstraße 14 Prosperstraße 15 Prosperstraße 16 Prosperstraße 2 Prosperstraße 3 Prosperstraße 3a Prosperstraße 4 Prosperstraße 5 Prosperstraße 5a Prosperstraße 6 Prosperstraße 6a Prosperstraße 7 Prosperstraße 7a Prosperstraße 8 Prosperstraße 9 Prosperstraße 9a Radbodstraße 10 Radbodstraße 12 Radbodstraße 7 Radbodstraße 8 Radbodstraße 8a Radbodstraße 9 Radbodstraße 9a Rolandstraße 1 Rolandstraße 3 Rolandstraße 5 Rolandstraße 5a Viktorstraße 1 Viktorstraße 10 Viktorstraße 5 Viktorstraße 5a Viktorstraße 6 Viktorstraße 6a Viktorstraße 7 Viktorstraße 8 Viktorstraße 9 | 1907–1909              | 20. November 1996  | 400             |
| Bunker Bergmannsplatz                                                                                         | Bunker Bergmannsplatz                                                 | Neumühl Bergmannsplatz 13b Karte                                       | | ab 1940                | 12. Mai 2003       | 527             |
| Wohngebäude                                                                                                   | Wohngebäude                                                           | Neumühl Borussiastraße 24, 24a Karte                                   | Doppelhaus mit Stallanbauten des Jugendstils innerhalb der ehemaligen Zechenhaussiedlung „Bergmannsplatz“ | 1907–1909              | 21. April 1986     | 104             |
| Wohngebäude                                                                                                   | Wohngebäude                                                           | Neumühl Borussiastraße 80, 80a Karte                                   | Doppelhaus mit Stallanbauten des Jugendstils innerhalb der ehemaligen Zechenhaussiedlung „Bergmannsplatz“ | 1907–1909              | 10. Mai 1985       | 88              |
| Pfarrgebäude der Kreuzeskirche                                                                                | Pfarrgebäude der Kreuzeskirche                                        | Marxloh Dahlmannstraße 59 Karte                                        | Das Pastorgebäude (Architekt: Behrens) wurde nach dem Bau der Kreuzeskirche als später Vertreter historisierender Sakralarchitektur im Rheinland errichtet. | 1907–1908              | 8. März 1985       | 20              |
| Stadtwaldhaus                                                                                                 | Stadtwaldhaus                                                         | Alt-Hamborn Dieselstraße 184 Karte                                     | umfasst das Stadtwaldhaus mit Restaurant und das südlich liegende Nebengebäude | 1909                   | 1. März 2011       | 616             |
| weitere Bilder                                                                                                | Wasserturm der Niederrheinischen Gas- und Wasserwerke                 | Alt-Hamborn Alleestraße 85 Karte                                       | 52 Meter hoher, auf der höchsten Stelle Hamborns errichteter, backsteinsichtiger Wasserturm mit einem sogenannten Intze-Wasserbehälter von 1000 Kubikmetern Fassungsvermögen | 1898                   | 8. Dezember 2006   | 565             |
| BW | Schulgebäude                                                          | Marxloh Diesterwegstraße 6 Karte                                       | Zwei ziegelsichtige Schulgebäude, nämlich der Altbau (Klassentrakt) sowie der Erweiterungsbau mit Turnhalle und Aula, der Herbert-Grillo-Gesamtschule an der Diesterwegstraße | 1899–1907 1928–1930    | 4. Oktober 2016    | 683             |
| weitere Bilder                                                                                                | Evangelische Friedenskirche und Pfarrhaus                             | Obermarxloh Duisburger Straße 172, 174a Karte                          | von Architekt Karl Doflein im Wiesbadener Programm geplantes Ensemble von Kirche und Pfarrhaus im Stil des Historismus zur Zeit der Jahrhundertwende | 1895–1897              | 8. März 1985       | 12              |
| BW | Grabanlage Familie Liebrecht                                          | Obermarxloh Duisburger Straße 174a Karte                               | Grabwand mit den integrierten historischen Grabmalstücken und drei daneben bzw. davor stehenden Einzelgrabsteinen | Mitte 19. Jh.          | 6. September 2022  | 746             |
| weitere Bilder                                                                                                | Rathaus Hamborn                                                       | Alt-Hamborn Duisburger Straße 213, 215 Rathausstraße 1 Karte           | Gebäudekomplex im Stil der Neorenaissance nach einem Entwurf von Robert Neuhaus mit Natursteinfassade und charakteristischem Uhrturm; Anbau der Flügel in den 1910er Jahren | 1902–1904              | 19. März 1985      | 56              |
| ehemalige Reichsbank-Nebenstelle                                                                              | ehemalige Reichsbank-Nebenstelle                                      | Obermarxloh Duisburger Straße 216 Karte                                | Gebäude der Reichsbank-Nebenstelle Hamborn, im Stil der Neorenaissance aus rotem oberrheinischen Sandstein, Entwurf des Reichsbank-Baubüros in Berlin (Oberbaurat Julius Habicht unter Mitarbeit von Regierungsbaumeister Grebenstein), Bauleitung durch den Hamborner Beigeordneten Daniel Sigloch | 1907–1908              | 18. Juni 1985      | 98              |
| weitere Bilder                                                                                                | Postamt Hamborn                                                       | Obermarxloh Duisburger Straße 218 Karte                                | ehemaliges Hamborner Hauptpostamt, zweiflügeliges Wohn- und Geschäftshaus |                        | 12. Juli 2018      | 709             |
| weitere Bilder                                                                                                | Amtsgericht                                                           | Obermarxloh Duisburger Straße 220 Karte                                | Dreiflügelanlage mit Innenhof im Stil des Backsteinexpressionismus; Flügel des Gefängnisses entlang der Körnerstraße wurde separat unter der Nummer 3 eingetragen | 1925–1928              | 6. Dezember 1984   | 4               |
| Ehemaliges Warenhaus Tietz                                                                                    | Ehemaliges Warenhaus Tietz                                            | Obermarxloh Duisburger Straße 226 Karte                                | mit Werksteinen verkleideter fünfgeschossiger Warenhausbau | späte 1920er Jahre     | 26. März 1985      | 18              |
| weitere Bilder                                                                                                | Ehemaliges Stadtbad Hamborn                                           | Obermarxloh Duisburger Straße 306, 308 Walther-Rathenau-Straße 2 Karte | Grundsteinlegung des neuen Stadtbads nach Plänen des Regierungsbaumeisters Franz Steinhauer erfolgte am 27. März 1929, die Stilllegung Mitte der 2000er Jahre | 1929–1938              | 28. April 2005     | 536             |
| weitere Bilder                                                                                                | Alte Thyssen-Hauptverwaltung                                          | Marxloh Franz-Lenze-Straße 3 Karte                                     | von Architekt Carl Bern entworfener, dreigeschossiger Backsteinbau mit vier Ensemble-Flügel einschließlich Ostflügelverlängerung von 1923 für die Hauptverwaltung der Gewerkschaft Deutscher Kaiser | 1903–1904              | 8. September 2009  | 589             |
| Wohngebäude                                                                                                   | Wohngebäude                                                           | Neumühl Germaniastraße 60 Karte                                        | Wohngebäude des Jugendstils innerhalb der ehemaligen Zechenhaussiedlung „Bergmannsplatz“ | 1907–1908              | 10. Mai 1985       | 89              |
| [[Vorlage:Bilderwunsch/code!/C:51.501527,6.757486!/D: Geschäftshaus , Grillostraße 2 Weseler Straße 7!/\|BW]] | Geschäftshaus                                                         | Marxloh Grillostraße 2 Weseler Straße 7 Karte                          | von den Architekten Czajerek und Schnaare vierstöckig geplanter Kaufhaus im expressionistisch-sachlichen Baustil der 1920er Jahre, der letztendlich nur zweigeschossig errichtet wurde | 1928–1931              | 8. März 1985       | 13              |
| weitere Bilder                                                                                                | Trinkhalle                                                            | Alt-Hamborn Hamborner Altmarkt Karte                                   | eine der ältesten erhaltenen Trinkhallen Duisburg. 1906 bekam der Mineralwasserfabrikant Theodor Küpper den Auftrag, mehrere baugleiche Trinkhallen aufzustellen, von denen einzig die auf dem Hamborner Altmarkt erhalten ist. | zwischen 1906 und 1908 | 26. November 1998  | 478             |
| BW | Doppelwohnhaus                                                        | Alt-Hamborn Hamborner Straße 254 Karte                                 | |                        | 24. Mai 2024       | 752             |
| ehemaliges Konsumgebäude                                                                                      | ehemaliges Konsumgebäude                                              | Neumühl Hannibalstraße 10 Hiberniastraße 6 Karte                       | innerhalb der Siedlung Bergmannsplatz für die Arbeiter der Zeche Neumühl errichtetes, vom Jugendstil geprägtes zweieinhalbgeschossiges Konsumgebäude | 1907                   | 8. Dezember 1986   | 110             |
| weitere Bilder                                                                                                | BauhausKarree                                                         | Obermarxloh Hans-Sachs-Straße u. a. Adressen siehe rechts Karte        | vom Kölner Architekten Emil Rudolf Mewes im Stil des Neuen Bauens aufgrund von Wohnungsnot entworfene Mehrfamilienhäuser der Wohnanlage Kamp-/Kantstraße mit Ziegelmauerwerk, bestehend aus dreigeschossigen Eck- und viereinhalbgeschossigen Flügelbauten zugehörige Adressen Hans-Sachs-Straße 42 Hans-Sachs-Straße 44 Kampstraße 70 Kampstraße 72 Kampstraße 74 Kampstraße 76 Kampstraße 78 Kampstraße 81 Kampstraße 83 Kampstraße 85 Kampstraße 87 Kampstraße 89 Kampstraße 91 Kampstraße 93 Kantstraße 49 Kantstraße 51 Kantstraße 53 Kantstraße 54 Kantstraße 55 Kantstraße 56 Kantstraße 57 Kantstraße 58 Kantstraße 59 Kantstraße 60 Kantstraße 61 Kantstraße 62 Kantstraße 63 Kantstraße 64 Kantstraße 66 Kurt-Spindler-Straße 87 | 1929–1930              | 15. Juni 1991      | 235             |
| weitere Bilder                                                                                                | Katholische Kirche Herz-Jesu                                          | Neumühl Holtener Straße 162 Karte                                      | der dreischiffige, 1913 fertiggestellte „Schmidthorster Dom“, als einzige Kirche Duisburgs doppeltürmig und einer der größten Kirchenbauten im Ruhrgebiet, vereint im Stil des Historismus eine neogotische Grundform und romanische Elemente in der Fassade, den nördlichen Anbauten und den karolingischen Türmen, die mit Kupferhauben bedeckt sind | 1913                   | 8. März 1985       | 11              |
| Zusätzliche Orgel der katholischen Kirche Herz-Jesu                                                           | Zusätzliche Orgel der katholischen Kirche Herz-Jesu                   | Neumühl Holtener Straße 162 Karte                                      | die romantische Orgel wurde 1899 mit pneumatischer Traktur von der Orgelbaufirma Steinmeyer erbaut; stand bis Oktober 2014 in der mittlerweile geschlossenen kath. Kirche St. Konrad in Fahrn | 1899                   | 3. Dezember 1990   | 177             |
| Gastwirtschaft Opgen-Rhein                                                                                    | Gastwirtschaft Opgen-Rhein                                            | Alt-Hamborn Jägerstraße 2 Karte                                        | zweigeschossiger Backsteinbau mit symmetrisch gehaltener Fassade, der um 1840 aus einem ehemaligen, etwa 1700 errichteten Torhaus der Abtei Hamborn entstanden ist; das Gebäude wird nachweislich seit 1842 als Gastwirtschaft genutzt | um 1840                | 13. Februar 1991   | 183             |
| ehemaliges Kaufhaus                                                                                           | ehemaliges Kaufhaus                                                   | Alt-Hamborn Jägerstraße 64, 66 Weidmannstraße 10, 12 Karte             | von Ewald Schnaare geplantes, dreigeschossiges Eckgebäude mit Mansarddach; 1925–1929 Umbauten zum Kaufhaus | 1910–1912              | 16. Oktober 1997   | 455             |
| Pollmannhaus                                                                                                  | Pollmannhaus                                                          | Marxloh Kaiser-Friedrich-Straße 1-5 / Weseler Straße 28 Karte          | Architekt: Ewald Schnaare | 1929–1931              | 25. Juli 2019      | 713             |
| BW | Büro- und Geschäftsgebäude der ehemaligen Vereinsbank mit Merkurfigur | Marxloh Kaiser-Friedrich-Straße 7 Karte                                | |                        | 4. August 2021     | 738             |
| BW | Wohn- und Geschäftshaus                                               | Marxloh Kaiser-Friedrich-Straße 9 Karte                                | |                        | 4. August 2021     | 739             |
| weitere Bilder                                                                                                | Evangelische Kreuzeskirche                                            | Marxloh Kaiser-Friedrich-Straße 36 Karte                               | aus hellroten Backsteinen im neogotischen Stil mit zwei kleineren Türmen neben dem Hauptturm errichtete Kirche, die im Inneren pantheonartig gestaltet ist | 1906                   | 8. März 1985       | 16              |
| Wohn- und Geschäftshaus                                                                                       | Wohn- und Geschäftshaus                                               | Marxloh Kaiser-Wilhelm-Straße 307, 309 Karte                           | dreigeschossiges, stadtbildprägendes Eckgebäude an der Pollmannkreuzung | 1900                   | 8. Mai 2015        | 678             |
| weitere Bilder                                                                                                | Förderturm 1/6                                                        | Alt-Hamborn Kampstraße Hufstraße Karte                                 | der ehemalige Förderturm vom Schacht 6 der Zeche Friedrich Thyssen ist der einzig erhaltene Teil der Zechenanlagen; er ist der Nachfolger eines 1875 errichteten Schachgerüsts. Es handelt sich um ein eingeschossiges Strebengerüst, Bauart Promnitz 3. Die Nietkonstruktion in Fachwerkbauweise besitzt vier erhaltene Seilscheiben (Durchmesser: 6 m) und ist bis zu deren Bühne 35 m hoch. | 1906–1907              | 19. März 1985      | 55              |
| Kiebitzmühle                                                                                                  | Kiebitzmühle                                                          | Marxloh Kiebitzmühlenstraße 17 Karte                                   | Turmwindmühle am Kiebitzberg, Überrest der bäuerlichen Vergangen des ehemaligen Schwelgern, wurde zunächst 1856 errichtet, brannte etwa zehn Jahre später ab, wurde 1870 wieder aufgebaut und 1912 stillgelegt. | 1870                   | 18. Juni 1985      | 90              |
| ehemaliges Gefängnis des Amtsgerichts                                                                         | ehemaliges Gefängnis des Amtsgerichts                                 | Obermarxloh Körnerstraße 2 Karte                                       | im Stil des Backsteinexpressionismus gebauter nördlicher Gefängnisflügel entlang der Körnerstraße des ebenfalls denkmalgeschützten Amtsgerichts (Nummer 4) | 1925–1928              | 6. Dezember 1984   | 3               |
| weitere Bilder                                                                                                | ehemaliger Bahnhof Hamborn                                            | Obermarxloh Markgrafenstraße 130 Karte                                 | | 1912                   | 22. Juli 1985      | 99              |
| Jüdischer Friedhof Duisburg-Hamborn                                                                           | Jüdischer Friedhof Duisburg-Hamborn                                   | Röttgersbach Mattlerstraße Karte                                       | | 1890                   | 1. Juli 2014       | 661             |
| BW | Wohngebäude                                                           | Marxloh Mecklenburger Straße 19, 21 Karte                              | eines der beiden (neben Nr. 516) vom Architekten Fritz August Breuhaus 1922 für die August-Thyssen-Hütte entworfenes Doppelhaus; die zweigeschossige Direktorenvilla mit Walmdach ist spiegelsymmetrisch gehalten und unterkellert. | nach 1922              | 3. November 2000   | 515             |
| BW | Wohngebäude                                                           | Marxloh Mecklenburger Straße 25, 27 Karte                              | eines der beiden (neben Nr. 515) vom Architekten Fritz August Breuhaus 1922 für die August-Thyssen-Hütte entworfenes Doppelhaus; die zweigeschossige Direktorenvilla mit Walmdach ist spiegelsymmetrisch gehalten und unterkellert. | nach 1922              | 3. November 2000   | 516             |
| Katholische Kirche St. Peter mit Orgel                                                                        | Katholische Kirche St. Peter mit Orgel                                | Marxloh Mittelstraße Karte                                             | neogotischer Bau mit drei Schiffen, Turm in das nach vorne verlängerte und halbrund abschließende Mittelschiff eingelassen; Klais-Orgel von 1938 | 1909–1911              | 8. März 1985       | 15              |
| weitere Bilder                                                                                                | Katholische Kirche St. Norbert                                        | Obermarxloh Norbertuskirchplatz Karte                                  | dreischiffige, neugotische Kirche mit Querschiff und 83 m hohem, nach dem Zweiten Weltkrieg originalgetreu restauriertem Turm, dem höchsten Hamborns | 1903                   | 8. März 1985       | 14              |
| weitere Bilder                                                                                                | Evangelische Gnadenkirche                                             | Neumühl Obermarxloher Straße Karte                                     | Architekt: Joseph Campani | 1910–1911              | 26. November 1998  | 477             |
| Evangelisches Pfarrhaus                                                                                       | Evangelisches Pfarrhaus                                               | Neumühl Obermarxloher Straße 40 Karte                                  | Pfarrhaus der evangelischen Gnadenkirche, vermutlich auch von Joseph Campani | 1912                   | 28. März 2001      | 518             |
| weitere Bilder                                                                                                | Arztvilla mit Wirtschaftstrakt                                        | Alt-Hamborn Parallelstraße 1, 3 Karte                                  | Freistehendes, zweigeschossiges Arzt- und Wohngebäude; der an der Ostseite befindliche, L-förmige Anbau bildet den ehemaligen Wirtschaftstrakt | 1892–1893              | 8. März 2011       | 618             |
| weitere Bilder                                                                                                | Volksbank                                                             | Röttgersbach Pollerbruchstraße 64 Ziegelhorststraße 69 Karte           | ehemaliges katholisches Gemeindehaus, vormals Fahrner Hof | 1929–1930              | 30. Juli 2001      | 523             |
| Wohngebäude                                                                                                   | Wohngebäude                                                           | Neumühl Prosperstraße 8a Karte                                         | Doppelhaus mit Stallanbauten des Jugendstils innerhalb der Siedlung Bergmannsplatz | 1907–1909              | 30. April 1986     | 105             |
| Wohngebäude                                                                                                   | Wohngebäude                                                           | Neumühl Prosperstraße 18 Karte                                         | Doppelhaus mit Stallanbauten des Jugendstils innerhalb der Siedlung Bergmannsplatz | 1907–1909              | 30. April 1986     | 106             |
| weitere Bilder                                                                                                | Comenius-Schule                                                       | Alt-Hamborn Reichenberger Straße 19a Karte                             | dreigeschossig mit Krüppelwalmdach, 1950/1951 Komplettrenovierung | 1910                   | 20. Oktober 1997   | 456             |
| weitere Bilder                                                                                                | Katholische Kirche St. Joseph                                         | Alt-Hamborn Rennerstraße 16 Karte                                      | Architekt: Robert Kramreiter; Fenster: Margret Bilger (1968–1971); Weihe: 1970 | 1966–1968              | 24. September 2021 | 740             |
| Wohnhaus | Wohnhaus                                                              | Marxloh Roonstraße 61 Karte                                            | dreigeschossiges Wohnhaus des Jugendstils von den Architekten Twele und Lenzen mit Mansarddach und Stuckfassade | 1905                   | 18. März 1998      | 467             |
| Wohnhaus | Wohnhaus                                                              | Marxloh Roonstraße 63 Karte                                            | von Karl Freundlieb entworfenes und erbautes Wohnhaus mit Stuckfassade | 1903                   | 18. März 1998      | 468             |
| Wohnhaus | Wohnhaus                                                              | Marxloh Roonstraße 65 Karte                                            | von Karl Freundlieb entworfenes und erbautes dreigeschossiges Wohnhaus mit Stuckfassade in Neubarock- und Neurenaissance-Formen | 1903–1904              | 19. September 1996 | 397             |
| weitere Bilder                                                                                                | Wohnhäuser                                                            | Marxloh Roonstraße 90, 92, 94 Karte                                    | zeittypische Backsteinarchitektur mit symmetrisch gehaltener Gruppenfassade | 1925                   | 6. Dezember 1984   | 2               |
| weitere Bilder                                                                                                | Wohnhäuser                                                            | Marxloh Sandstraße 7, 9, 11, 13, 15, 17, 19, 21 Wilhelmstraße 19 Karte | aufgrund der Wohnungsnot nach dem Ersten Weltkrieg aus günstigen Materialien erbauter Wohnungskomplex, der aus langgestreckten Ziegelhäusern mit Satteldächern besteht und in zwei Bauabschnitten fertiggestellt wurde: der erste nördlichere 1929 U-förmig um einen kleinen Platz, der südlichere 1930 | 1929–1930              | 8. April 1999      | 498             |
| BW | Katholische Grundschule                                               | Marxloh Sandstraße 46 Karte                                            | Zweiflügeliges, dreigeschossiges backsteinsichtiges Schulgebäude. Der Denkmalbestand der Gemeinschaftsgrundschule Sandstraße besteht aus drei Bauteilen: Dem „Klassentrakt“ als älterem Bauteil mit Inbetriebnahme 1914 sowie dem „Anbau“ mit Turnhalle und Räumen der Freiwilligen Feuerwehr, beide verbunden durch einen „Eckbau“ mit Inbetriebnahme 1923. An wandfester Ausstattung zugehörig alle Treppengeländer und bauzeitlichen Fenstergitter, die Holztreppe zum Dachraum Sandstraße, die Eingangstüren und Zimmertüren sowie die Wandbrunnen in den Hauptfluren. | 1912–1914 1921–1923    | 25. April 2024     | 743             |
| weitere Bilder                                                                                                | Schulte-Marxloh-Haus                                                  | Obermarxloh Schulte-Marxloh-Straße 9 Karte                             | durch Johann Schulte-Marxloh errichtetes, freistehendes, zweigeschossiges Wohnhaus mit Walmdach | 1859–1860              | 10. November 2009  | 592             |
| BW | ehemalige Thyssen-Werkssiedlung                                       | Marxloh Schwartzkopffstraße Adressen siehe rechts Karte                | zugehörige Adressen Schwartzkopffstraße 8 Schwartzkopffstraße 9 Schwartzkopffstraße 10 Schwartzkopffstraße 11 Schwartzkopffstraße 12 Schwartzkopffstraße 13 Schwartzkopffstraße 14 Schwartzkopffstraße 15 Schwartzkopffstraße 16 Schwartzkopffstraße 17 Schwartzkopffstraße 18 Schwartzkopffstraße 19 | 1901 1908              | 7. Juli 1992       | 303             |
| Verwaltungsgebäude                                                                                            | Verwaltungsgebäude                                                    | Alt-Hamborn Simrockstraße 6 Karte                                      | Verwaltungsgebäude der Hamborner Bergmannssiedlung GmbH; Architekt: Emil Rudolf Mewes (Köln) | 1931                   | 8. März 1985       | 17              |
| weitere Bilder                                                                                                | Moriansmühle / Neue Mühle                                             | Neumühl Theodor-Heuss-Straße 2 Karte                                   | Die 1353 gegründete Mühle ist die älteste Duisburgs und eine von zwei erhaltenen Wassermühlen. Die ursprüngliche und mittlerweile wieder geläufige Bezeichnung „Neue Mühle“ gab dem um die herum entstehenden Stadtteil Neumühl seinen Namen. Der heutige Backsteinbau stammt aus dem 16. Jahrhundert und steht leer. | 16. Jh.                | 18. Juni 1985      | 91              |
| Villa Grillo                                                                                                  | Villa Grillo                                                          | Marxloh Weseler Straße 1 Karte                                         | Direktorenvilla der Grillo-Werke | um 1880                | 8. September 2009  | 590             |
| BW | Geschäftsgebäude in Ecklage                                           | Marxloh Weseler Straße 13 Karte                                        | an der Pollmannkreuzung, Architekt: Fritz Niebel | 1901                   | 1. Oktober 2024    | 729             |
| BW | Torbau                                                                | Marxloh Wiesenstraße 50 Karte                                          | zwei- bis zweieinhalbgeschossiges Backsteinwohnhaus, rückseitig verputzt, im Erdgeschoss rundbogiger Tordurchgang zum Volkspark Schwelgern mit Stadion (Denkmal-Nr. 390); als Zugang an der Nordspitze des Parks entstand 1927 ein architektonisch ähnlich angelegtes Torhaus an der Vereinstraße | 1925–1926              | 9. Mai 2012        | 638             |
| weitere Bilder                                                                                                | Volkspark Schwelgern                                                  | Marxloh Willy-Brandt-Ring 44 Karte                                     | knapp 23 Hektar großer Volkspark mit Parkanlagen, Teich, Sportstätten und dem Schwelgernstadion, direkt neben dem ThyssenKrupp-Stahlwerk Schwelgern, der auf dem früher als Weidefläche genutzten, moorigen alten Rheinarm Schwelgernbruch entstand | 1923–1925              | 5. Februar 1996    | 390             |
| weitere Bilder                                                                                                | Pumpwerk Schwelgern                                                   | Marxloh Willy-Brandt-Ring 135 Karte                                    | von Alfred Fischer im Auftrag der Emschergenossenschaft für die Entwässerung des Stadtteils Marxloh geplantes zweiteiliges Backsteingebäude mit Satteldach, bestehend aus einem Wohntrakt und dem eigentlichen Pumpwerk | 1926–1927              | 8. April 1999      | 499             |
| Evangelische Lutherkirche mit Gemeindezentrum                                                                 | Evangelische Lutherkirche mit Gemeindezentrum                         | Röttgersbach Wittenberger Straße 15 Karte                              | für die evangelische Kirchengemeinde Obermarxloh errichtete zweischiffige, geostete Kirche mit südöstlich angrenzendem einschiffigen Saalflügel, der als Verbindungselement zum 1915 erbauten zweigeschossigen Pfarrhaus fungiert | 1912–1913              | 8. Mai 2012        | 636             |

## Ehemalige Baudenkmäler
| Bild           | Bezeichnung                        | Lage                            | Beschreibung                                                                                                 | Bauzeit   | Eingetragen seit  | Denkmal- nummer |
| -------------- | ---------------------------------- | ------------------------------- | --- | --------- | ----------------- | --------------- |
| weitere Bilder | Katholische Pfarrkirche St. Martin | Neumühl Max-Planck-Straße Karte | 1953 von Otto Bongartz geplante Saalkirche aus Ziegeln mit L-förmigem Grundriss, im Dezember 2012 abgerissen | 1955–1956 | 26. November 1998 | 476             |